# Preobraschenskoje-Friedhof (Sankt Petersburg)

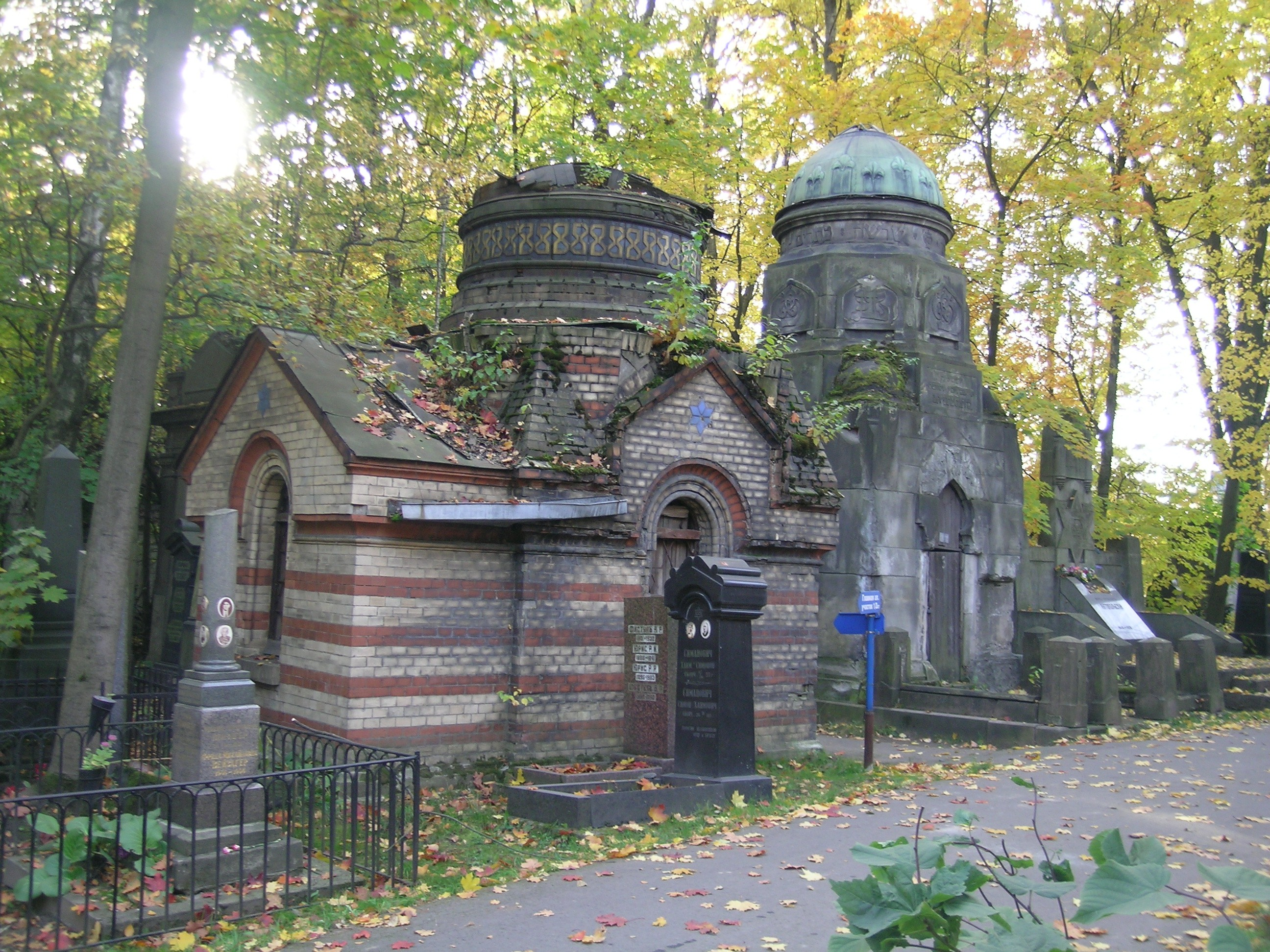
Grabmonumente auf dem jüdischen Friedhof in Sankt Petersburg

Der Preobraschenskoje-Friedhof (russisch Преображенское еврейское кладбище) ist ein jüdischer Friedhof in Sankt Petersburg, der zweitgrößten Stadt in Russland. Er wurde 1875 eröffnet, nachdem sich die jüdische Gemeinde an die Stadtverwaltung gewandt hatte, weil der ältere Wolkowski-Friedhof zu klein geworden war. Auf dem Preobraschenskoje-Friedhof befinden sich etwa 80.000 Grabstellen. Hier beerdigt sind beispielsweise Vera Slutzkaya, Moksha Frisno, der Rabbiner Katzenellenbogen und Wladimir Admoni sowie auch Opfer der Leningrader Blockade.
Anhand von Namen und Lebensdaten können über eine Internetseite in russischer und englischer Sprache auf dem Friedhof ruhende Personen recherchiert werden.

## Gräber bekannter Persönlichkeiten
- Wladimir Admoni (1909–1993),[3] Germanist und Skandinavist, Linguist und Literaturwissenschaftler, Übersetzer, Schriftsteller und Dichter.
- Mark Antokolski (1843–1902), Bildhauer
- Wiktor Chawin (1933–2015), Mathematiker
- Alexander Iwanowitsch Brodski (1903–1984),[4] Fotograf und Journalist, Vater von Joseph Brodsky
- David Günzburg (1857–1910), Orientalist
- Abraham Harkavy (1835–1919), Historiker und Orientalist
- Oleg Jurjew (1959–2018),[5] Schriftsteller und Übersetzer
- Samuel Poljakow (1838–1888), Eisenbahnunternehmer
- Mascha Rolnikaitė (1927–2016), Buchautorin und Holocaustüberlebende
- Jakow Skomorowski (1889–1955), Jazzmusiker
- Wera Sluzkaja (1874–1917), Revolutionärin
- Lew Sternberg (1861–1927), Ethnograph
- Alexander Zederbaum (1816–1893), Schriftsteller